# 东塔镇 (三台县)
东塔镇，是中华人民共和国四川省绵阳市三台县曾经下辖的一个镇。2019年12月，撤销东塔镇，将其所属行政区域划归北坝镇管辖。

## 行政区划
东塔镇撤销前下辖以下地区：
场镇社区、东塔村、东泉村、东林村、东江村、东亭村、东河村、徐桥村、白蝉村、龙柏村、永陈村、川新村、三湾村和红英村。